# Белл-Вілла (Міссурі)
Белл-Вілла (англ. Bella Villa) — місто (англ. city) в США, в окрузі Сент-Луїс штату Міссурі. Населення — 757 осіб (2020).

## Географія
Белл-Вілла розташований за координатами 38°32′37″ пн. ш. 90°17′8″ зх. д. / 38.54361° пн. ш. 90.28556° зх. д. (38.543655, -90.285459).  За даними Бюро перепису населення США в 2010 році місто мало площу 0,33 км², уся площа — суходіл.

## Демографія
Згідно з переписом 2010 року, у місті мешкало 729 осіб у 333 домогосподарствах у складі 197 родин. Густота населення становила 2236 осіб/км².  Було 346 помешкань (1061/км²).
Расовий склад населення:
| - 92,6 % — білих - 1,9 % — азіатів - 1,5 % — чорних або афроамериканців - 0,3 % — корінних американців - 1,6 % — осіб інших рас |

До двох чи більше рас належало 2,1 %. Частка іспаномовних становила 4,3 % від усіх жителів.
За віковим діапазоном населення розподілялося таким чином: 18,5 % — особи молодші 18 років, 66,0 % — особи у віці 18—64 років, 15,5 % — особи у віці 65 років та старші. Медіана віку мешканця становила 41,8 року. На 100 осіб жіночої статі у місті припадало 86,4 чоловіків;  на 100 жінок у віці від 18 років та старших — 85,0 чоловіків також старших 18 років.
Середній дохід на одне домашнє господарство  становив 53 789 доларів США (медіана — 50 000), а середній дохід на одну сім'ю — 65 306 доларів (медіана — 58 125). Медіана доходів становила 41 000 доларів для чоловіків та 31 510 доларів для жінок. За межею бідності перебувало 4,2 % осіб, у тому числі 2,2 % дітей у віці до 18 років та 7,4 % осіб у віці 65 років та старших.
Цивільне працевлаштоване населення становило 366 осіб. Основні галузі зайнятості: освіта, охорона здоров'я та соціальна допомога — 17,2 %, роздрібна торгівля — 15,3 %, науковці, спеціалісти, менеджери — 13,4 %, виробництво — 12,8 %.